# Beachwood (Ohio)
Beachwood ist eine City im Cuyahoga County, Ohio, Vereinigte Staaten. Sie ist eine Vorstadt Clevelands. Das U.S. Census Bureau ermittelte bei der Volkszählung 2020 eine Einwohnerzahl von 14.040.

## Geographie
Beachwoods geographische Koordinaten lauten 41° 29′ N, 81° 30′ W.
Nach den Angaben des United States Census Bureaus hat die Ortschaft eine Fläche von 13,7 km², wovon nur 0,19 % auf Gewässer entfallen.

## Demographie
Zum Zeitpunkt des United States Census 2000 bewohnten Beachwood 11.535 Personen. Die Bevölkerungsdichte betrug 891,1 Personen pro km². Es gab 5447 Wohneinheiten, durchschnittlich 398,3 pro km². Die Bevölkerung Beachwoods bestand zu 86,50 % aus Weißen, 9,08 % Schwarzen oder African American, 0,08 % Native American, 3,21 % Asian, 0,02 % Pacific Islander, 0,15 % gaben an, anderen Rassen anzugehören und 0,97 % nannten zwei oder mehr Rassen. 0,78 % der Bevölkerung erklärten, Hispanos oder Latinos jeglicher Rasse zu sein.
Die Bewohner Beachwoods verteilten sich auf 5074 Haushalte, von denen in 24,1 % Kinder unter 18 Jahren lebten. 56,0 % der Haushalte stellten Verheiratete, 5,1 % hatten einen weiblichen Haushaltsvorstand ohne Ehemann und 37,3 % bildeten keine Familien. 35,2 % der Haushalte bestanden aus Einzelpersonen und in 23,5 % aller Haushalte lebte jemand im Alter von 65 Jahren oder mehr alleine. Die durchschnittliche Haushaltsgröße betrug 2,20 und die durchschnittliche Familiengröße 2,86 Personen.
Die Bevölkerung verteilte sich auf 19,7 % Minderjährige, 3,0 % 18–24-Jährige, 17,2 % 25–44-Jährige, 24,6 % 45–64-Jährige und 35,4 % im Alter von 65 Jahren oder mehr. Das Durchschnittsalter betrug 52 Jahre. Auf jeweils 100 Frauen entfielen 78,8 Männer. Bei den über 18-Jährigen entfielen auf 100 Frauen 71,8 Männer.
Das mittlere Haushaltseinkommen in Beachwood betrug 65.406 US-Dollar und das mittlere Familieneinkommen erreichte die Höhe von 86.632 US-Dollar. Das Durchschnittseinkommen der Männer betrug 71.829 US-Dollar, gegenüber 35.375 US-Dollar bei den Frauen. Das Pro-Kopf-Einkommen belief sich auf 40.509 US-Dollar. 2,5 % der Bevölkerung und 4,3 % der Familien hatten ein Einkommen unterhalb der Armutsgrenze, davon waren 4,3 % der Minderjährigen und 5,0 % der Altersgruppe 65 Jahre und mehr betroffen.

## Wirtschaft
Beachwood ist der Sitz des Immobilienunternehmens Developers Diversified Realty.